# Glycyphagidae
Glycyphagidae är en familj av spindeldjur. Enligt Catalogue of Life ingår Glycyphagidae i ordningen or, klassen spindeldjur, fylumet leddjur och riket djur, men enligt Dyntaxa är tillhörigheten istället ordningen kvalster, klassen spindeldjur, fylumet leddjur och riket djur. Enligt Catalogue of Life omfattar familjen Glycyphagidae 4 arter. 
Kladogram enligt Catalogue of Life och Dyntaxa:
| Glycyphagidae | \| \| Glycyphagoides \| \| \| \| \| \| Glycyphagus \| \| \| \| \| \| Gohieria \| \| \| \| |
|               | \| \| Glycyphagoides \| \| \| \| \| \| Glycyphagus \| \| \| \| \| \| Gohieria \| \| \| \| |
|               | Acaridae                                                                                  |
|               |                                                                                           |
|               | Alloptidae                                                                                |
|               |                                                                                           |
|               | Analgidae                                                                                 |
|               |                                                                                           |
|               | Atopomelidae                                                                              |
|               |                                                                                           |
|               | Avenzoariidae                                                                             |
|               |                                                                                           |
|               | Carpoglyphidae                                                                            |
|               |                                                                                           |
|               | Chortoglyphidae                                                                           |
|               |                                                                                           |
|               | Echimyopodidae                                                                            |
|               |                                                                                           |
|               | Falculiferidae                                                                            |
|               |                                                                                           |
|               | Hemisarcoptidae                                                                           |
|               |                                                                                           |
|               | Histiostomatidae                                                                          |
|               |                                                                                           |
|               | Hyadesiidae                                                                               |
|               |                                                                                           |
|               | Hypoderatidae                                                                             |
|               |                                                                                           |
|               | Kiwilichidae                                                                              |
|               |                                                                                           |
|               | Knemidokoptidae                                                                           |
|               |                                                                                           |
|               | Kytoditidae                                                                               |
|               |                                                                                           |
|               | Laminosioptidae                                                                           |
|               |                                                                                           |
|               | Listrophoridae                                                                            |
|               |                                                                                           |
|               | Myocoptidae                                                                               |
|               |                                                                                           |
|               | Psoroptidae                                                                               |
|               |                                                                                           |
|               | Pterolichidae                                                                             |
|               |                                                                                           |
|               | Pyroglyphidae                                                                             |
|               |                                                                                           |
|               | Sarcoptidae                                                                               |
|               |                                                                                           |
|               | Suidasiidae                                                                               |
|               |                                                                                           |
|               | Turbinoptidae                                                                             |
|               |                                                                                           |
|               | Winterschmidtiidae                                                                        |
|               |                                                                                           |
|               | Glycyphagoides                                                                            |
|               |                                                                                           |
|               | Glycyphagus                                                                               |
|               |                                                                                           |
|               | Gohieria                                                                                  |
|               |                                                                                           |

|  | Glycyphagoides |
|  |                |
|  | Glycyphagus    |
|  |                |
|  | Gohieria       |
|  |                |